# パーヴェル・トレチャコフ

パーヴェル・トレチャコフの肖像（イリヤ・レーピン画、1883年）

パーヴェル・ミハーイロヴィチ・トレチヤコーフ（ロシア語:Па́вел Миха́йлович Третьяко́в ; ラテン文字表記の例:Pavel Mikhailovich Tretyakov, 1832年12月27日 - 1898年12月16日）はロシアの実業家・美術蒐集家・篤志家。ロシア美術の保護者として知られ、トレチャコフ美術館やモスクワのトレチャコフスキー大通りに名を遺す。兄セルゲイ（1824年～1892年）も美術の保護者および篤志家として名高い。

## 人物略歴
家庭で教育を受ける。1850年前半に家業を継ぎ、亜麻やリンネルの加工、織物の販売で大繁盛する。他のモスクワの実業家と共同でモスクワ・マーチャント・バンクの共同設立者となり、その首脳の一人に名を連ねる。ロシア屈指の富豪となり、不動産（モスクワ市内に5つの邸宅）と担保、金銭と為替を合わせた財産は440万ルーブルに達した。
トレチャコフが美術の蒐集を始めたのは1854年、24歳の時だった。最初は古いオランダの油彩画10点を購入した。
国立美術館を創立する目標に自前で取り掛かり、1870年から、何よりもまず同時代の、主に移動派の同人の作品の中でも、最も価値の高い秀作を蒐集した。トレチャコフは絵画を、展覧会や画家の工房で買い付け、時には連作を丸ごと買い上げた。例えば1874年にはワシーリー・ヴェレシャーギンの「トルキスタン・シリーズ」（風景画13点、人物画133点、習作81点）を、1880年には同じくヴェレシャーギンの「インド・シリーズ」（習作78点）を購入した。他にもトレチャコフのコレクションには、アレクサンドル・イワーノフの習作も80点以上含まれている。1885年には、ワシーリー・ポレーノフが中近東（トルコ、エジプト、シリア、パレスチナ）を旅行中に描いた習作102点も購入した。ヴィクトル・ヴァスネツォフがキエフの聖ヴォロディームィル大聖堂で作業中に描いた下絵のコレクションも購入している。ほかにも、ワシーリー・ペーロフ、イワン・クラムスコイ、イリヤ・レーピン、ワシーリー・スーリコフ、イサーク・レヴィタン、ヴァレンティン・セーロフらの最大のコレクションを集めた。
トレチャコフは、ロシア国内の画派の始まりと発展を示したいと熱望し、18世紀から19世紀初頭までの古いロシア絵画の歴史的作品も買い集めた。また、ロシアの有名人の肖像画を集めた「ロシアのパンテオン」の創立も構想した。この分野の主な名手（ニコライ・ゲー、イラムスコイ、ニコライ・ネヴレフ、ペーロフ、レーピン）に、ロシアの文化人の肖像画を特注している。
1870年代のトレチャコフは、挿し絵の収集にも取り掛かり、1893年までに471点を集めた。1890年以降はイコンのコレクションもまとめている。これらはトレチャコフの生前に展覧会に出展されることは無く、トレチャコフの書斎に置かれていた。彫刻も蒐集しないではなかったが、この分野は1893年までに僅かに9点と少なかった。
当初トレチャコフ美術館は、ラヴルシェンスキー・ペレウロクにあるトレチャコフの自宅に画廊として存在した。だがコレクションが増えるにつれて、屋敷をコレクションのために改造することを決め、1870年から1880年にかけて、屋敷を建築家のカミンスキーに改築させた。
1881年からトレチャコフの画廊は人気となり、1885年までに約3万人が訪れた。1892年にトレチャコフは、兄セルゲイの遺品となった西欧絵画のコレクションを相続。東西ヨーロッパの絵画が一堂に会することになり、トレチャコフの画廊は、質・量ともに当時ロシア随一の美術館に、なおかつモスクワきっての名所のひとつに育った。1892年8月にトレチャコフは、美術コレクションを私邸ごとモスクワ市に寄贈する。翌1893年にトレチャコフの画廊は、「トレチャコフ兄弟モスクワ市営美術館」の名で開館した。これが今日のトレチャコフ美術館の前身である。
トレチャコフは、出来る限り控えめに、雑音を立てずに画廊を市に譲渡したかった。騒動の渦中の人物や感謝の的になりたくはなかったからだった。しかし、そうすることは不可能であり、それでひどく不満を感じた。
その後もトレチャコフはコレクションの充実を図り続け、例えば1894年に絵画30点、肖像12点、マルク・アントコルスキーによる大理石の彫刻「キリスト教の殉教者たち」をトレチャコフ兄弟美術館に贈った。また、コレクションの研究にも携わり、1893年からそのレゾネを出版している。
1898年に他界し、ダニロフ修道院付属墓地に埋葬されたが、1948年にノヴォデヴィチ墓地に改葬された。

## 惑星「トレチャコフ」
小惑星3925番は、1977年にソ連の天文学者リュドミラ・チェルヌイフにより発見され、トレチャコフ兄弟の遺功を讃えて「トレチャコフ」と名付けられた。

## 註釈
1. ↑  Schmadel（2003）p.334